# Orlie skaly
Orlie skaly este o arie protejată (arie specială de conservare — SAC, sit de importanță comunitară — SCI) din Slovacia întinsă pe o suprafață de 30,51 ha, integral pe uscat.

## Localizare
Centrul sitului Orlie skaly este situat la coordonatele 48°37′37″N 17°39′04″E / 48.626882°N 17.650979°E.

## Înființare
Situl Orlie skaly a fost declarat sit de importanță comunitară în octombrie 2011 pentru a proteja 1 specie de plante. Situl a fost protejat și ca arie specială de conservare în august 2011.

## Biodiversitate
Situată în ecoregiunea alpină, aria protejată conține 4 habitate naturale: Pajiști carstice calcaroase sau bazofile, de Alysso-Sedion albi, Pajiști panonice carstice (Stipo-Festucetalia pallentis), Păduri panonice cu Quercus pubescens, Păduri pe pante, grohotișuri și ravene de Tilio-Acerion.
La baza desemnării sitului se află o specie protejată de  plante: Dianthus lumnitzeri.
Pe lângă speciile protejate, pe teritoriul sitului au mai fost identificate 9 specii de plante, 2 specii de reptile.